# Jiří Pavlík
Jiří Pavlík (1. března 1939, Praha – 3. května 1993, Praha) byl český akademický malíř, ilustrátor a grafik, absolvent Vysoké školy uměleckoprůmyslové v Praze, kterou vystudoval letech 1957–1963 pod vedením profesora Adolfa Hoffmeistera.
Je autorem velkoplošné malby na kámen Integrovaného obytného souboru budov Moskevská II. architekta Františka Novotného (1990)

## Z knižních ilustrací

### Česká literatura
- Roman Cílek: Osm dní z léta (1985).
- Otto Janka: Byl jsem tady – Pérák (1991).
- Alexandr Kramer: Exodus s happy endem (1989).
- Ondřej Neff: A včely se vyrojily (1983).
- Ondřej Neff: Klukoviny a tátoviny (1980).
- Stanislav Rudolf: Modrý déšť (1975).
- Stanislav Rudolf: Pyžamo po mrtvém (1979).
- Jana Štroblová: Obětní kámen (1987).
- Zdeněk Třešňák: Promiňte, Margareto (1970).
- Zdeněk Třešňák: Zákon podsvětí (1992).

### Světová literatura
- Erle Stanley Gardner: Případ světélkujících prstů (1980).
- Torill Thorstad Haugerová: V zajetí Vikingů (1988).
- James Hadley Chase: Sup je trpělivý pták (1983).
- Agatha Christie: Nekonečná noc (1978).
- Pierre Maël: Syn moře (1986).
- Ngaio Marshová: Vražda v kožených rukavicích (1973).
- Pierre Pelot: Ostrov dravců (1983).
- Erik Simon: Mimozemšťané a hvězdy (1990).
- Jules Verne: Chancellor (1990).
- Herbert Wotte: Magellanova cesta kolem světa (1986).